# South St. Paul, Minnesota
South St. Paul, Minnesota là một thành phố nằm ở quận Dakota thuộc tiểu bang Minnesota, Hoa Kỳ. Thành phố có diện tích 15,9  km² với diện tích mặt nước là 1,0  km², dân số theo ước tính năm 2000 của Cục điều tra dân số Hoa Kỳ là 20.167 người.